# Diether Dehm

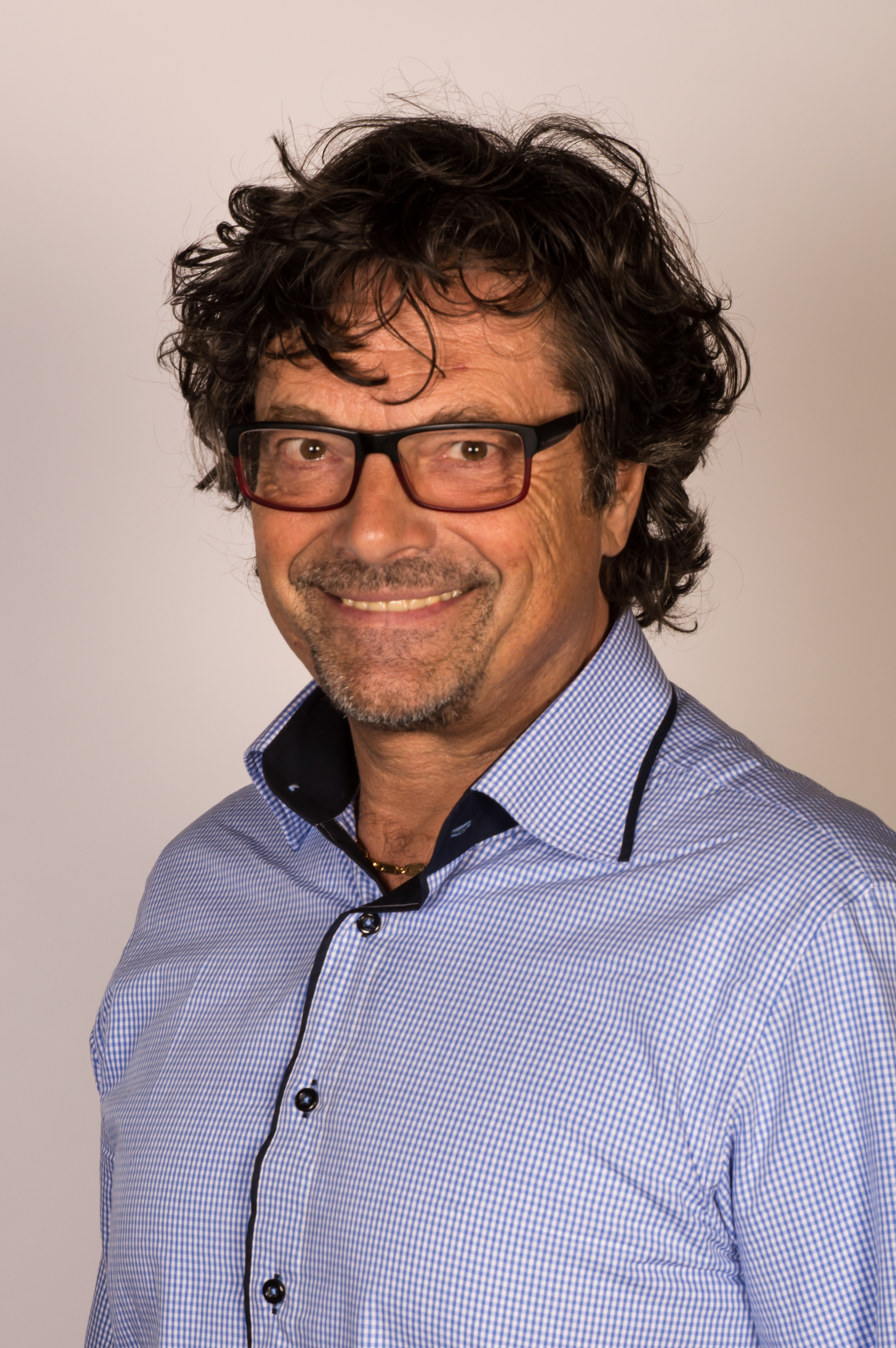
Diether Dehm (2014)

Jörg-Diether Wilhelm Dehm-Desoi (* 3. April 1950 in Frankfurt am Main) ist ein deutscher Musikproduzent, Liedermacher, Autor und Politiker (parteilos, zuvor Die Linke, PDS, SPD). Als Musiker verwendete er anfänglich den Künstlernamen Lerryn. Das von Dehm mitgetextete Lied 1000 und 1 Nacht (Zoom!) von Klaus Lage war 1984 insgesamt 22 Wochen in den deutschen Charts.
In den 1970er Jahren war er Manager des regimekritischen Liedermachers Wolf Biermann und spähte ihn gleichzeitig als Spitzel für das DDR-Ministerium für Staatssicherheit (MfS) aus.
Von 1999 bis 2003 war er einer der stellvertretenden Bundesvorsitzenden der PDS, von 2004 bis 2010 war er Landesvorsitzender in Niedersachsen. Von 2010 bis 2016 war er Schatzmeister der Europäischen Linken. Dem Deutschen Bundestag gehörte er 1994 sowie von 2005 bis 2021 an.

## Ausbildung und Beruf
Diether Dehm wurde als Sohn des Schlossers und Fußballspielers Otto Dehm und dessen Frau Inge, einer kaufmännischen Angestellten, in Frankfurt am Main geboren.
Dehm besuchte die Frankfurter Helmholtzschule, studierte Sonder- und Heilpädagogik und absolvierte 1972 die Diplomprüfung; 1975 wurde er zum Dr. phil. promoviert.
Er ist Geschäftsführer des Musikverlags Edition Musikant GmbH, Mitglied im Gesellschafterausschuss von Hitradio FFH, Autor und Unternehmer. Ab 2004 war Dehm Lehrbeauftragter an der Hochschule Fulda, wo er Kulturmanagement und Kreativschreiben unterrichtete. Dehm ist Mitglied im Deutschen Textdichter-Verband, dem Europaverband der Selbständigen Deutschland und war Mitglied des Parlamentarischen Beirats.

## Musik- und Kulturprojekte
In den späten 1960er Jahren begann Dehm, eigene Protestlieder zu schreiben und vorzutragen. Er war Preisträger bei den Internationalen Essener Songtagen für sein Lied Karriere. LPs mit Songs von ihm sind: Der Sänger mit den besseren Liedern; Goya malt Karl den IV. (1982 mit Albert Mangelsdorff, Manfred Schoof, Heiner Goebbels u. a.); Abweichend (mit bots 1984); Arbeiterlieder (mit Heiner Goebbels u. a.); Das weiche Wasser (1988 mit Willy Brandt, Heinz Rudolf Kunze, Götz George, Senta Berger u. a.).
Zeitweise verwendete Dehm den Künstlernamen Lerryn, über dessen Ursprung es verschiedene Versionen gibt. Laut Darstellung von taz (2012) und Spiegel (2010) ist „Lerryn“ ein Portmanteauwort aus zwei Spitznamen Dehms, nämlich „Lenin“ und „Larry“. Dehm selbst hingegen behauptete 2014 gegenüber dem Online-Musikmagazin Deutsche Mugge, er habe den Namen nach dem „schottischen Ort“ Lerryn ausgewählt, indem er blindlings auf eine Landkarte tippte. Lerryn liegt allerdings am Südwestzipfel Englands, rund 600 km südlich von Schottland.

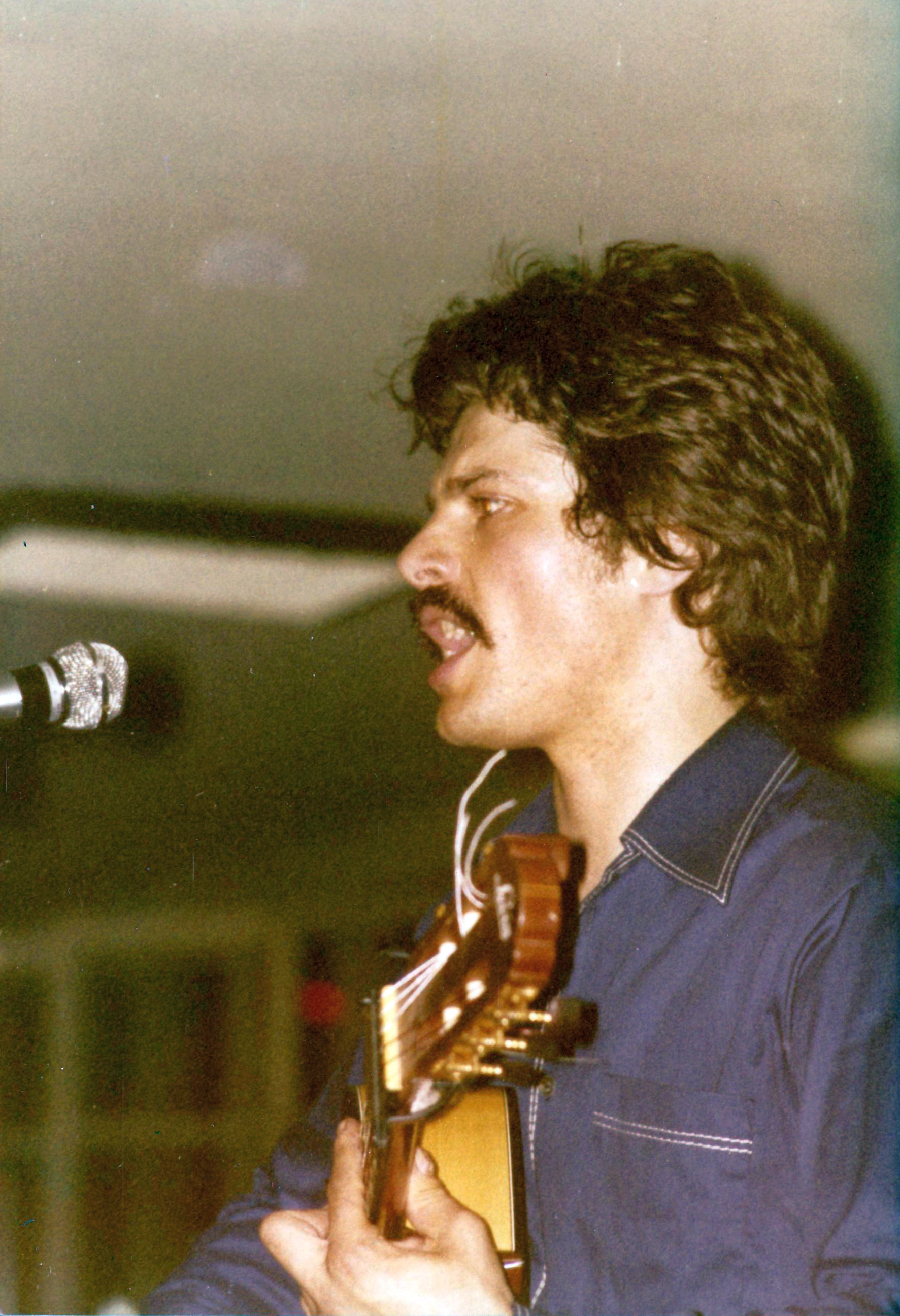
Diether Dehm als Lerryn, 1976

Dehm rief 1971 in Frankfurt am Main die Veranstaltungsreihe Lieder im Park ins Leben, die später von zahlreichen bundesdeutschen Städten übernommen wurde. Dabei arbeitete er eng mit dem damaligen Frankfurter Kulturdezernenten Hilmar Hoffmann zusammen, der einige von Dehms Kulturprojekten in seinen Büchern zur Nachahmung empfahl. 1974 war er eines von neun Mitgliedern des Koordinationsausschusses der AG Song – Arbeitsgemeinschaft der Liedermacherinnen und Liedermacher, in der zeitweise bis zu 1400 Liedermacher organisiert waren.
Dehm übersetzte einige Lieder der niederländischen Folkrock-Band Bots ins Deutsche, darunter die bekannt gewordenen Liedtitel Was woll’n wir trinken 7 Tage lang, Das weiche Wasser bricht den Stein sowie Aufsteh’n. Ab 1980 betätigte er sich als Autor und Co-Autor diverser Musik-, Rock- und Kabarettkünstler wie Dieter Hildebrandt, Klaus Lage und Albert Mangelsdorff.
1983 gründete er sein eigenes Schallplattenlabel Musikant unter dem Dach der EMI Electrola. 1985 war er an der Bildung des Vereins Künstler in Aktion beteiligt; er wurde gemeinsam mit Klaus Lage, Udo Lindenberg, Heinz-Rudolf Kunze und Dietmar Schönherr Vorstandssprecher.
Er war Autor verschiedener Unterhaltungs- und Satiresendungen im Fernsehen (z. B. Hurra Deutschland oder Öko-SAT mit Stephan Wald, Ingolf Lück, Hans Werner Olm). Ab 1989 war er Manager und Medienberater von Katarina Witt, Klaus Lage, BAP, bots, Stoppok und Andreas Wecker. Ab 1990 arbeitete Dehm an Text und Musik des 1996 ausgestrahlten Fernsehfilms Die Eisprinzessin mit Katarina Witt in der Titelrolle. Im gleichen Jahr kam sein Musical Stars in Nordhausen zur Uraufführung.
Dehm hat (meistens als Liedtexter) über 600 Lieder auf Tonträgern veröffentlicht, unter anderem mit und für Joe Cocker, Curtis Stigers, La Bouche, Christopher Cross, Ute Lemper, die Drum Performance Stomp und in Deutschland mit und für Klaus Lage, Anne Haigis, bots, Heinz Rudolf Kunze, Udo Lindenberg, Emma, Stoppok, Albert Mangelsdorff, Wolfgang Dauner, Hans Werner Henze, Tony Carey, Zupfgeigenhansel, Gisela May, Sebastian Krumbiegel, Geier Sturzflug. Sein meistverkauftes Lied ist 1000 und 1 Nacht (Zoom!), das die Klaus-Lage-Band 1984 aufnahm. Es war 22 Wochen in den deutschen Charts und belegte Platz 7 in der Jahreswertung 1984. Unter den deutschsprachigen Liedern kam es sogar auf den 2. Platz. Bekannt wurde auch der ebenfalls von der Band gespielte Tatort-Song Faust auf Faust (Schimanski) (1985). Er verwendete dabei häufig Pseudonyme wie Dora Diese, N. Heirell und B. Lauerbock.
2000 entstand der Milchmädchenreport, der im Berliner Ensemble und im Staatstheater Kassel aufgeführt wurde. Seit Jahren arbeitet Dehm mit Künstlern wie Peter Sodann, Konstantin Wecker, Rolf Hochhuth oder der Thüringer Band Emma zusammen.
2006 erschien Dehms Album Adelante con Rosa, Brecht y Che, auf dem er unter anderem Texte von Pete Seeger, Rosa Luxemburg, Che Guevara und Bertolt Brecht verarbeitete. Auf der 2012 erschienenen CD Grosse Liebe.Reloaded des Bandprojektes Diadem interpretiert er eigene Lieder sowie Titel der Beatles.
Im April 2024 wurde ein von Dehm und Dieter Hallervorden verfasstes Gedicht „Gaza, Gaza“ über den Krieg in Israel und Gaza seit 2023 in Form eines dreiminütigen Videos veröffentlicht. Dehm und Hallervorden fordern darin eine Feuerpause, eine Freilassung aller Geiseln und bezeichnen Israels Krieg als Völkermord.

## Politik

### SPD

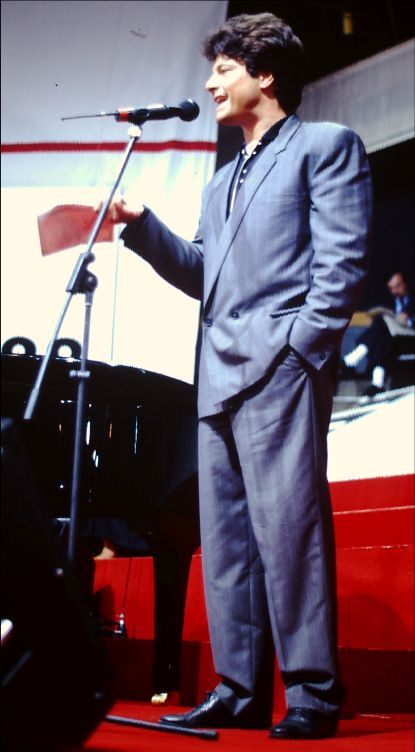
Diether Dehm auf dem SPD-Bundesparteitag in Münster 1988

Dehm wurde mit 16 Jahren Mitglied des SPD-nahen Kinder- und Jugendverbands Die Falken sowie der SPD, wo er zunächst in deren Jugendorganisation Jusos aktiv war.
Zur Bundestagswahl 1990 kandidierte er auf der Landesliste der Hessen-SPD, kam aber zunächst nur auf einen Nachrückerplatz. 1993 wurde er in den Magistrat der Stadt Frankfurt gewählt, dem er bis 1997 angehörte. Am 18. August 1994 rückte er dann für die Abgeordnete Barbara Weiler in den Deutschen Bundestag nach.
Von 1995 bis 1997 war er Bundesvorsitzender der Arbeitsgemeinschaft Selbständige in der SPD. 1997 wurde Dehm zum stellvertretenden Bundesvorsitzenden der SPD-Unternehmer gewählt. Er unterstützte Kultur- und Zeitschriftenprojekte, unter anderem die Zeitschrift spw – Zeitschrift für sozialistische Politik und Wirtschaft.
Anlässlich der Haltung der SPD zu den Jugoslawienkriegen geriet er zunehmend in Konflikt mit der Parteispitze und trat schließlich 1998 zusammen mit 24 weiteren Frankfurter Sozialdemokraten aus der Partei aus.

### PDS
Am Tag der Bundestagswahl 1998 trat er in die PDS ein und war von 1999 bis 2003 einer ihrer stellvertretenden Bundesvorsitzenden. Er wurde zweimal wiedergewählt. Seine Bundestagskandidatur als Spitzenkandidat der PDS Niedersachsen im September 2002 war erfolglos, da die PDS die Fünf-Prozent-Hürde verfehlte.
In der sogenannten Wachbuchaffäre um Dehm und den vorherigen PDS-Bundesgeschäftsführer Dietmar Bartsch bestritt Dehm, einen Wachmann des Karl-Liebknecht-Hauses angewiesen zu haben, dafür Sorge zu tragen, dass Bartsch keinerlei Unterlagen aus der Parteizentrale mitnehme. Der Vorfall war 2003 Mitauslöser für den Rücktritt von Gabi Zimmer als PDS-Bundesvorsitzende. Beim dann im Juli folgenden außerordentlichen Parteitag scheiterte Dehm mit der Wiederwahl in den Bundesvorstand der PDS.
Im März 2003 unterlag Dehm bei der Wahl für das Oberbürgermeisteramt in der südbadischen Stadt Lörrach gegen Amtsinhaberin Gudrun Heute-Bluhm (CDU), erreichte aber mit 17,7 % das bis dahin beste Ergebnis der PDS bei einer Wahl im Westen der Bundesrepublik Deutschland. Die SPD hatte keinen eigenen Kandidaten aufgestellt.
Im Jahre 2004 wurde er Landesvorsitzender der PDS Niedersachsen und zog als Spitzenkandidat der Linkspartei.PDS zur Bundestagswahl 2005 in Niedersachsen erneut in den Deutschen Bundestag ein, dem er bis 2021 angehörte.
Von 2005 bis 2009 war Dehm Vorsitzender des der PDS bzw. Linkspartei nahestehenden Unternehmerverbandes OWUS.

### Die Linke

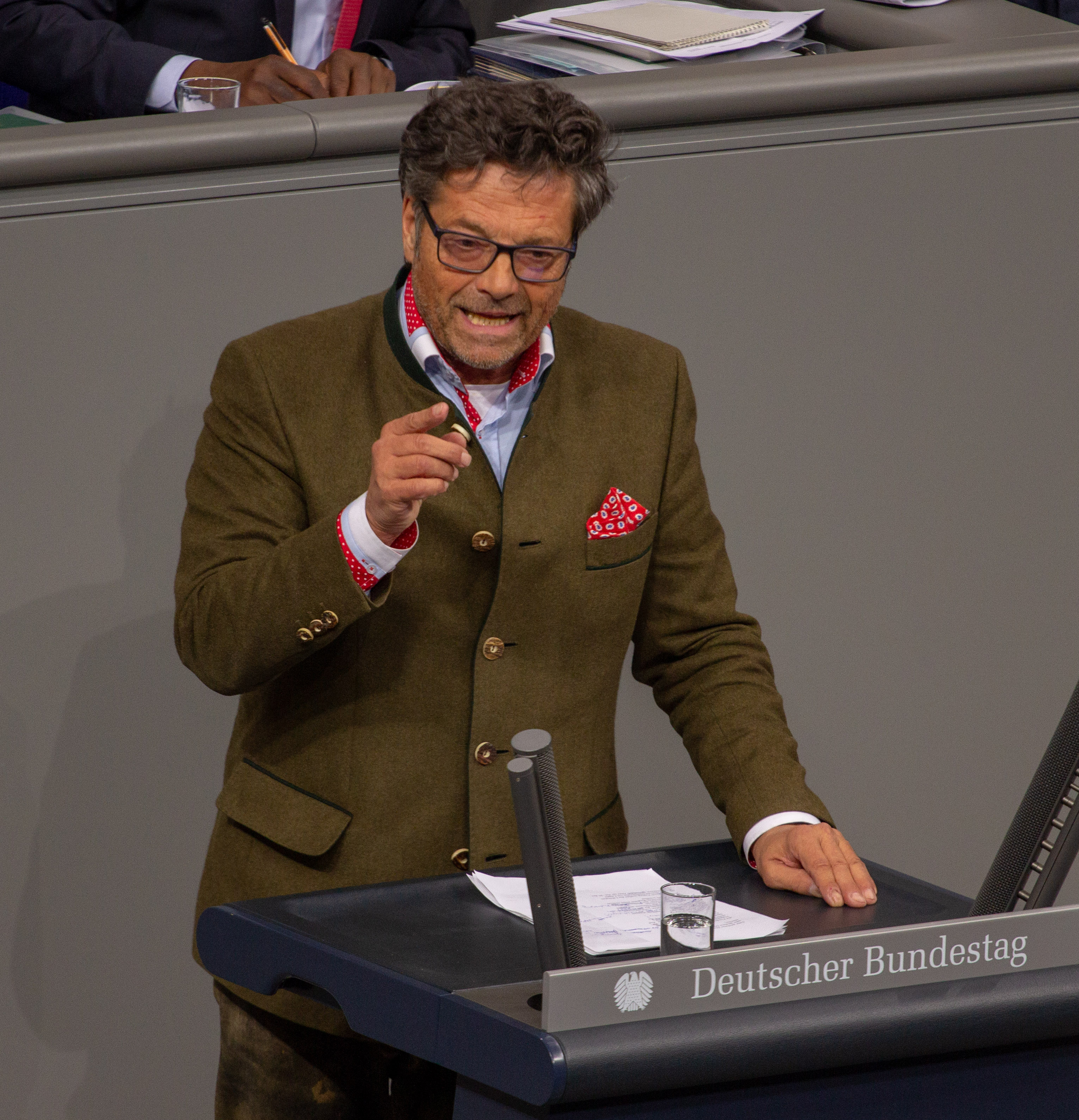
Diether Dehm, 2019

Am 8. September 2007 wurde er beim Zusammengehen von PDS und WASG zur Linkspartei auf dem niedersächsischen Gründungsparteitag in Hannover zusammen mit Kreszentia Flauger in einer Doppelspitze zum Vorsitzenden im Landesverband der Linken gewählt. Bei der Landtagswahl in Niedersachsen 2008 erreichte dieser unter seinem Vorsitz 7,1 % der Stimmen. Im November 2008 wurde er mit 81 % zum Landesvorsitzenden wiedergewählt. Bei der Bundestagswahl 2009 zog Dehm erneut als Spitzenkandidat der niedersächsischen Linken in den Bundestag ein. Auf dem 2. Bundesparteitag im Mai 2010 in Rostock wurde er in den Parteivorstand gewählt, dem er bis 2014 angehörte. Im November 2010 trat er bei der Wahl für den Landesvorsitz seiner Partei in Niedersachsen nicht wieder an.
Im Dezember 2010 wurde Dehm in Paris zum Schatzmeister der Europäischen Linken gewählt und erneut beim Kongress 2013 in Madrid mit dieser Aufgabe betraut. Zu seinem Aufgabenbereich gehört das Projekt „Europäisches Kulturnetzwerk“. Diese Idee wurde gemeinsam in Gesprächen mit Gregor Gysi, Pierre Laurent, Mikis Theodorakis und dem Mailänder Bürgermeister Giuliano Pisapia entwickelt.
Dehm war europapolitischer Sprecher seiner Fraktion und Mitglied des Ausschusses für die Angelegenheiten der Europäischen Union und er war mittelstandspolitischer Sprecher der Fraktion Die Linke im Bundestag. Weiterhin war er stellvertretender Vorsitzender des Unterausschusses „Auswärtige Kultur- und Bildungspolitik“ und stellvertretendes Mitglied im Ausschuss für Kultur und Medien sowie des Ausschusses für Wirtschaft und Energie.
Dehm gab zu Beginn der 19. Legislaturperiode des Bundestages Beteiligungen an drei Unternehmen sowie Nebeneinkünfte der Stufe 4 (15.000 bis 30.000 EUR jährlich) an.
Für die Bundestagswahl 2021 wurde er nicht mehr auf einem der vorderen Plätze der Landesliste der niedersächsischen Linken aufgestellt. Er schied deshalb mit Ablauf der alten Legislaturperiode aus dem Bundestag aus.
Ein 2022 beantragtes Parteiausschlussverfahren gegen Dehm wegen parteischädigendem Verhalten wurde im März 2023 von der niedersächsischen Landesschiedskommission zunächst abgelehnt. Eine Entscheidung der Bundesschiedskommission steht noch aus.
In einem Interview mit Dehm, welches Anfang Dezember 2024 auf YouTube veröffentlicht wurde, gab er an, nicht länger Mitglied der Linken und somit parteilos zu sein.

### Nichtaufnahme ins BSW
Im Januar 2024 gründete Dehms langjährige politische Weggefährtin Wagenknecht nach ihrem Austritt aus der Linken zusammen mit einigen anderen die Partei Bündnis Sahra Wagenknecht. Im Vorfeld hatte Wagenknecht erklärt, die Partei dürfe nicht „von Spinnern“ gekapert werden und dass „gerade junge Parteien […] leider oft auch Glücksritter, Narzissten oder Extremisten an[ziehen].“ Als Mitgründer der Partei waren daher nur 43 ausgesuchte Personen von ihr zugelassen worden. Dehm, der nicht dazu gehörte, zeigte sich empört und schrieb zusammen mit der früheren Linke-Abgeordneten Pia Zimmermann und im Namen von 27 Genossen an Wagenknecht, ob in der neuen Partei „Querfront, Kontaktschuld und Verschwörungstheorie“ ein Ausgrenzungsgrund seien.

## Positionen und Kontroversen

### Zusammenarbeit mit dem Ministerium für Staatssicherheit
Im März 1990 bezeichnete die damalige CDU-Abgeordnete Erika Steinbach Dehm als „Stasi-Informanten“. Dehm ließ die Aussage gerichtlich untersagen. 1996 tauchten Stasi-Unterlagen auf, nach denen er als Inoffizieller Mitarbeiter (IM) „Dieter“ und IM „Willy“ von 1971 bis 1978 die Hauptabteilung XX/5 der Staatssicherheit informiert hatte. Außerdem legte Steinbach eine eidesstattliche Erklärung Wolf Biermanns vor, wonach ihm Dehm als sein damaliger Manager am 29. Mai 1988 in einem Vier-Augen-Gespräch seine Stasi-Kontakte gestanden hatte. Das Landgericht Frankfurt am Main hob 1996 daraufhin das Verbot auf.
Ein SPD-Ausschlussverfahren gegen ihn wurde 1996 eingestellt. Sein innerparteilicher Rechtsbeistand war Horst Winterstein. Nach Horst Winterstein beginnt die Stasi-Akte 1972 mit dem Versuch der Stasi, Dehm zum „Perspektiv-IM“ zu formen – mithin zum MfS-Spitzel auszubilden; angeblich endete dieser Versuch 1977 vergeblich, weil sich Dehm öffentlich für Biermann und Bahro ausgesprochen habe. Nach Winterstein stempelte das MfS Dehm sogar zum Staatsfeind und legte ihn in die „DDR-Einreisefahndung“. Dieser Darstellung wurde von Wissenschaftlern, die sich mit der SED-Diktatur beschäftigen, entschieden widersprochen. Wolf Biermann verweist in seiner 2016 erschienenen Autobiografie auf verschiedene in der Stasiunterlagenbehörde vorhandene Dokumente, die Dehms Spitzeltätigkeit eindeutig beweisen. So wurden viele Treffberichte von IM „Willy“ und IM „Christa“ mit den Führungsoffizieren zwischen 1971 und 1978 verzeichnet. Der Bericht vom 4. September 1978 beschreibt beispielsweise eine Flugreise nach Westberlin. Von dort fuhren die IMs nach Ost-Berlin in die DDR zum Treffen mit ihren Führungsoffizieren des MfS. Die Flugkosten in Höhe von 350 DM wurden demnach erstattet. Schon 1977 wurde IM „Willy“ vom MfS für eine Auszeichnung mit einer Geldprämie von 500 DM mit den unter anderem festgehaltenen Worten vorgeschlagen: „Der IM arbeitet zuverlässig, auf der Basis der politischen Überzeugung, mit dem MfS zusammen. … ist es gelungen, Biermann nach dessen Ausbürgerung im Operationsgebiet zeitweilig gut unter Kontrolle zu bekommen. Der IM erarbeitete wertvolle Informationen zur Person des Biermann, dessen Pläne und Absichten sowie der politischen Wirksamkeit …“
Nach Darstellung des Historikers Hubertus Knabe warb das MfS Dehm im Dezember 1971 auf der Basis politischer Überzeugung als IM „Dieter“ (später umbenannt in IM „Willy“) an.
Dem MfS berichtete er laut seiner 400 Seiten starken Akte insbesondere über die Frankfurter Jungsozialisten und den SPD-Bezirk Hessen-Süd. Nach der Ausbürgerung des Liedermachers Wolf Biermann aus der DDR lieferte er als dessen Konzertmanager auch über diesen zahlreiche Berichte. Laut Wolf Biermann wurde Dehm 1977 von der Staatssicherheit für seine Zuverlässigkeit gelobt.
Auf Biermanns Aussage zu seiner Überwachung im Westen stützen sich die Gerichtsurteile, nach denen Dehm als Informant des Staatssicherheitsdienstes bezeichnet werden darf. Dehm unterschrieb mehrfach Quittungen für Geldbeträge von mehreren hundert Mark mit seinem Klarnamen und in anderen Fällen als IM „Willy“.
Dehm behauptet, wie seine Frau (alias IM „Christa“) durch das MfS nicht angeworben, sondern lediglich abgeschöpft worden zu sein. In ihrer Akte ist zu finden, dass Dehm „konkrete Kenntnis von der Auswertung seiner Informationen durch das Ministerium für Staatssicherheit“ hatte.

### Auseinandersetzung mit Joachim Gauck
Im Vorfeld der Bundespräsidentenwahl 2010 bezeichnete Dehm den Kandidaten Joachim Gauck als „Brunnenvergifter“ und „Hexenjäger“, dessen Reden „rufmörderisches Gequäke“ seien. Bei der Bundesversammlung am 30. Juni 2010, für die Christian Wulff (CDU) und Joachim Gauck als aussichtsreichste Kandidaten nominiert worden waren, wurde Dehm von einem ZDF-Journalisten gefragt, ob er jetzt nicht doch Gauck wählen müsse, worauf er antwortete:

„Was würden Sie denn machen, Sie hätten die Wahl zwischen Stalin und Hitler? Was würden Sie denn machen, wenn Sie die Wahl zwischen Pest und Cholera haben? Das sind hypothetische Fragen. Warum soll ich mich zwischen etwas entscheiden, was beides Krieg und sehr viel Leid für Hartz-IV-Empfänger und sehr viel Leid übrigens auch für Gewerkschafter in diesem Land bedeutet?“

Am nächsten Tag entschuldigte sich Dehm bei den beiden Präsidentschaftskandidaten, falls sie sich „in die Nähe von Hitler und Stalin gerückt fühlen sollten“. Renate Künast (Grüne) forderte jedoch eine „echte Entschuldigung“ von Dehm für seinen Stalin-Hitler-Vergleich. Auch innerhalb seiner eigenen Partei gab es Kritik an dem Vergleich, unter anderem von der Parteivorsitzenden Gesine Lötzsch, dem stellvertretenden Fraktionsvorsitzende Dietmar Bartsch und dem Berliner Landesvorsitzenden Klaus Lederer. André Brie warb hingegen dafür, Dehm nicht zu ernst zu nehmen, da dieser „ja auch mit antisemitischen Verschwörungstheorien hervorgetreten“ sei. Joachim Gauck wies die Entschuldigung Dehms nachdrücklich zurück.

### Strafverfahren
Dehm wurde am 21. Mai 2013 wegen eines Aufrufs im Herbst 2010 zum massenhaften Schottern, also zum Herauswühlen von Schottersteinen aus dem Gleisbett entlang der Castor-Strecke Richtung Gorleben, vom Amtsgericht Lüneburg zu einer Geldstrafe von 15 Tagessätzen à 150 Euro verurteilt.
Weil er 2015 in Berlin bei einer Demonstration die Flagge der verbotenen Arbeiterpartei Kurdistans (PKK) hochgehalten hatte, wurde Dehm wegen „Unterstützung einer terroristischen Vereinigung im Ausland“ mit einer Strafe von 3.000 Euro belegt.

### „Mahnwachen für den Frieden“, Krieg gegen die Ukraine
Im April 2014 behauptete Dehm in einem Interview mit dem russischen Staatssender Stimme Russlands zum Russisch-Ukrainischen Krieg, dass US-amerikanische Geheimdienste Einfluss auf die Berichterstattung deutscher Medien hätten. Seine eigene Fraktion im Bundestag distanzierte sich umgehend von dieser Äußerung.
Am 9. Juni 2014 trat Dehm bei einer der vor dem Hintergrund der Ukraine-Krise entstandenen Mahnwachen für den Frieden am Brandenburger Tor in Berlin mit Wort- und Gesangsbeiträgen auf. Damit setzte er sich in Widerspruch zum Bundesvorstand seiner Partei, der sich Ende Mai von den „Rechtspopulisten, Nationalisten, Verschwörungstheoretikern und Antisemiten“ distanziert hatte, die diese Veranstaltungen benutzen würden, um „rechtspopulistische Welterklärungsmuster und ‚Querfront‘-Strategien salonfähig zu machen“. Mit diesen Kräften werde die Linke „ganz grundsätzlich nicht zusammenarbeiten“. Dehm rechtfertigte sich, indem er auf den großen Applaus verwies, den seine scharfen Worte gegen Antisemitismus im Publikum gefunden hätten. Auf der Demonstration habe er „Antisemiten weder gehört noch gesehen“. Der Berliner Landesvorsitzende der Linken Klaus Lederer bedauerte, dass Dehm den Parteivorstandsbeschluss ignorierte; sein Verhalten werde im Bundesvorstand diskutiert werden.
Ungefähr 2014 wurde auch ein Video vom Ostermarsch in Kassel aus dem Jahr 2009 bekannt, aus dem das folgende Zitat entstammt:

„Der Antisemitismus wurde das, was er wirklich ist: Eine massenmordende Bestie. Und deswegen dürfen wir nicht zulassen, dass man den Begriff des Antisemitismus für alles und jeden inflationiert. Antisemitismus – das ist Massenmord! Und es gibt überhaupt keinen Anlass, wenn mein Kollege und Freund Rolf Becker hier spricht, wenn von irgend einer Seite hier dazwischengepöbelt wird: »Antisemitismus!« Antisemitismus ist Massenmord und muss dem Massenmord vorbehalten bleiben! Er darf nicht inflationiert werden und nicht für alles und jedes verwendet.“

Dieses Zitat wurde seither in den Medien oft auf die Aussage „Antisemitismus ist Massenmord und muss dem Massenmord vorbehalten bleiben“ verkürzt zitiert und in Abrechnungen mit Dehm sowie in Gesamtbetrachtungen zum Antisemitismus zum Thema gemacht.
Die Linksfraktion beschloss am 16. Dezember 2014 hinsichtlich des „Friedenswinters“, zu dem auch Ken Jebsen und Lars Mährholz aufgerufen hatten, dass aus ihren finanziellen Mitteln keine Veranstaltungen mehr unterstützt werden, soweit sich an diesen Zusammenkünften Organisatoren der Montagsmahnwachen verantwortlich beteiligen. Bei der „Friedenswinter“-Demonstration drei Tage zuvor war Dehm mit Jebsen an der Spitze des Zuges marschiert.
Als 2014 Xavier Naidoo unter anderem für seine Nähe zur Reichsbürgerbewegung und zu den „Mahnwachen“ kritisiert wurde, verteidigte ihn Dehm und bezeichnete die Kritiker als „antideutsche Shitstorm-SA“. Dehm bezeichnet sich als Putinversteher.
Nachdem eine vermutlich kremlnahe Gruppe im russischen Sozialen Netzwerk VKontakte (VK) ein Foto einer ukrainischen Stadt im Hakenkreuzschmuck – angeblich Lwiw – veröffentlicht hatte, teilte Dehm es auf Twitter als Beleg für den Neofaschismus in der Ukraine, ohne die Herkunft des Bildes zu hinterfragen. Tatsächlich stammte es von Dreharbeiten eines Films über die NS-Besatzungszeit der Ukraine. Dehm löschte das Bild später wieder.
Als im September 2020 der Europaausschuss des Bundestages über die deutsche Position zur Krise in Belarus und Russland als Schutzmacht des umstrittenen belarussischen Präsidenten Alexander Lukaschenka diskutierte, verteidigte Dehm gegenüber Bundesaußenminister Heiko Maas Russland „auf ganzer Linie“.
Nach dem russischen Überfall auf die Ukraine nahm Dehm eine prorussische Position ein und sagte im Juni 2023, Kriegsursache sei das „Ranrobben der NATO an die russische Grenze“.
Im April 2025 trat Dehm bei einer „Friedensprozession“ auf, an der auch Rechtsextreme teilnahmen.

### Anstellung des Ex-Terroristen Christian Klar
Im Februar 2016 wurde bekannt, dass Dehm seit mehreren Jahren den ehemaligen RAF-Terroristen und 1985 wegen neunfachen Mordes und anderer Verbrechen verurteilten Christian Klar als freien Mitarbeiter für die Administration der Website des Bundestagsabgeordneten beschäftigt. Der Vorgang kam ans Licht, als Dehms Antrag auf Erteilung eines Bundestags-Hausausweises für Klar abgelehnt wurde. Parlamentarier von CDU/CSU übten scharfe Kritik an dem Anstellungsverhältnis.

### Flüchtlinge
Dehm äußerte zur Flüchtlingskrise in Europa ab 2015: „Leute“, „die Rüstungsindustrie“, hätten „enorme Geschäfte gemacht mit den Ursachen der Flüchtlingskrise“. Man müsse „diejenigen, die Bomben auf Syrien geworfen haben“, deshalb „zur Kasse bitten“. Betreffen würde dies ihm zufolge die USA und die deutsche Rüstungsindustrie. Von dem Geld könne man beispielsweise benötigte Sozialwohnungen bauen. Ferner bezeichnet Dehm es als „ganz falsch“, alle Menschen pauschal als Rassisten zu bezeichnen, die „Sorgen“ äußern. Man müsse für die „Sorgen“ der „sogenannten ‚kleinen Leute‘“ stattdessen „ein offenes Ohr“ haben. Auch könne man Europa zwar nicht „umzäunen“, der „Flüchtlingszustrom“ müsse aber auf Dauer begrenzt werden, obgleich politisch Verfolgte uneingeschränkt Asyl erhalten sollten. Zur Umsetzung fordert Dehm „eine gerechte Weltwirtschaftsordnung“ und ein Ende der Bombardierung von Staaten wie Libyen: „Kein Mensch hat den USA gesagt, dass sie Gaddafi wegbomben sollen, der hatte den Staat – bei all seiner Verrücktheit – irgendwo noch im Griff und jeden dritten Dollar, den er eingenommen hat, hat er in den Sozialstaat gesteckt.“
Im September 2016 erklärte Dehm, einen minderjährigen afrikanischen Halbwaisen im Kofferraum seines Fahrzeugs unbemerkt und ohne Registrierung von Italien über die Schweiz zu dessen Vater nach Deutschland gebracht zu haben. Er sei mit sich insoweit „im Reinen“. Die Staatsanwaltschaft Fulda beantragte daraufhin aufgrund einer Strafanzeige die Aufhebung von Dehms politischer Immunität, um das Ermittlungsverfahren wegen Beihilfe zur unrechtmäßigen Einreise einleiten zu können. Dehm wurde von seinem „Freund und Blutsbruder“, dem ehemaligen Bundestagsabgeordneten Peter Gauweiler (CSU), rechtsanwaltlich vertreten. Das Verfahren wurde mangels ausreichenden Tatverdachts eingestellt.

### Naher Osten
Im Juli 2018 sprach sich Dehm gegen eine Aufnahme von syrischen Weißhelmen als Geflüchtete in Deutschland aus, da er unter ihnen Befürworter von Terrorismus und Gewalt sowie Graue Wölfe und türkische Geheimdienstmitarbeiter vermutet. Dehm sieht in der Aufnahme der Weißhelme eine „Aushöhlung des von Antifaschisten erkämpften politischen Asylrechts“, wenn man ihnen „dieselben Rechte und Standards“ wie politischen Flüchtlingen einräume.
Ende 2019 wandte sich Dehm in einer gemeinsamen Erklärung zusammen mit sieben anderen Mitgliedern der Linksfraktion gegen einen Bundestagsantrag der Grünen, in dem diese ein Betätigungsverbot für die libanesische Islamistengruppe Hisbollah forderten.

### Unterstützung für Ken Jebsen
Im Dezember 2017 sagte der Betreiber des Kino Babylon eine dort angekündigte Preisverleihung an Ken Jebsen ab, nachdem der Berliner Kultursenator Klaus Lederer (Die Linke) die Veranstaltung kritisiert hatte. Lederer bekam dabei Unterstützung durch einen Beschluss des Bundesvorstandes der Partei. Dehm mobilisierte daraufhin zu einer Protestdemonstration vor der unweit des Kinos gelegenen Bundesgeschäftsstelle seiner Partei wegen „Zensur“. Dehm trat unter Missachtung des Parteivorstandsbeschlusses auf der Demonstration gegen seine eigene Partei auf. Der den Preis verleihende Blog, die NRhZ-Online, ging mit Erfolg gerichtlich gegen die Kündigung seitens des Kinos vor. Zur Verleihung waren als musikalische Begleitung auch Die Bandbreite und Gilad Atzmon angekündigt. Atzmon, dem vorgeworfen wird, er bediene antisemitische Ressentiments, erhielt vom Kinobetreiber Hausverbot, Jebsen sagte seine Teilnahme an der Verleihung ab. Zwei Unternehmen aus Dehms Firmennetzwerk sponsorten die Veranstaltung. Christian Bommarius hielt Dehm kurz danach in einem Leitartikel der Frankfurter Rundschau Ignoranz gegenüber Antisemitismus vor und nahm dabei Bezug auf dessen Aussage von 2009, Antisemitismus sei Massenmord und müsse dem Massenmord vorbehalten bleiben.

### Verhältnis zur Pressefreiheit
Nachdem Dehm Anfang 2018 den Tagesspiegel-Redakteur Matthias Meisner, der seit 1999 über die PDS bzw. Linke berichtete, als „Schreibagenten“ von der „BND-Tankstelle“ beschimpfte und Meisner sich darüber beschwerte, forderten die Parteichefs Katja Kipping und Bernd Riexinger die eigene Fraktion zu einem fairen Umgang mit kritischen Journalisten auf. „Aus historischen Gründen und auch bezüglich aktueller Anlässe“ betonte Kipping, „dass die Pressefreiheit für die Linke ein hohes Gut ist und bleibt.“ Bundesgeschäftsführer Harald Wolf bezeichnete Dehms „Äußerungen [als] vollkommen deplatziert“. Sie würden „jeder sachlichen Auseinandersetzung [entbehren]“. Im März 2018 wiederholte Dehm seine Anschuldigung gegen Matthias Meisner und legte nahe, auch die beiden Journalisten Christian Bommarius und Markus Decker (DuMont-Hauptstadtredaktion) bezögen ihre Informationen vom Geheimdienst.

### Verbalangriff auf Heiko Maas
Dehm bezeichnete im Rahmen eines Berliner Ostermarsches Anfang April 2018 Außenminister Heiko Maas als „gut gestylten NATO-Strichjungen“. Hintergrund der Äußerung war die Ausweisung russischer Diplomaten aus mehreren NATO-Staaten als Reaktion auf den Nervengiftanschlag auf den Doppelagenten Sergej Skripal und seine Tochter. Der Vorsitzende der Linksfraktion in der Bezirksverordnetenversammlung Friedrichshain-Kreuzberg, Oliver Nöll, beantragte daraufhin, ein Parteiordnungsverfahren gegen Dehm mit dem Ziel des Ausschlusses einzuleiten. Zuspruch erhielt Dehm für seinen Angriff auf Maas hingegen aus den Reihen der Partei Alternative für Deutschland. Die Berliner Linkspartei-Vorsitzende Katina Schubert kommentierte den Vorfall damit, dass Dehm „mit seinen Querfront-Aktivitäten, ehrverletzenden Vergleichen, antisemitischen und homophoben Äußerungen der Linken fortgesetzt Schaden“ zugefügt habe. Dehm wurde im Zusammenhang mit der als homophob und sexistisch empfundenen Verbalinjurie vorgeworfen, nicht wenig Anteil an der drohenden Spaltung der Linken in ein kosmopolitisches und ein traditionelles Lager zu haben. Dehm äußerte kurz darauf diesbezüglich: „Gern entschuldige ich mich bei jeder Sexarbeiterin und jedem Sexarbeiter, die alle eine edlere Motivation haben als willfährige NATO-Politiker.“

### Heimat und Nation
Dehm tritt dafür ein, den Begriff „Heimat“ nicht den Rechten zu überlassen, und warnte davor, Heimatgefühle „erziehungsdiktatorisch“ unterdrücken zu wollen. Die Nationalsozialisten hätten den Linken die Begriffe „national“ und „sozialistisch“ gestohlen und die Linke wäre töricht, wenn sie diese nicht zurückholen würde. Zu Dehms Ablehnung einer Verfassung für die Europäische Union schrieb Sylvia-Yvonne Kaufmann, dass hier „keine scharfe Trennlinie zu deutsch-nationalen Anti-EU-Positionen erkennbar“ sei.

### Gescheiterte Strafanzeige gegen Bundeskanzlerin Merkel
Zusammen mit sieben weiteren Mitgliedern der Linksfraktion erstattete Dehm beim Generalbundesanwalt Ende Februar 2020 im Zusammenhang mit der Tötung des iranischen Generals Ghassem Soleimani durch eine US-Drohne Strafanzeige gegen Angela Merkel und weitere Mitglieder der Bundesregierung wegen Beihilfe zum Mord durch Unterlassung. Die Bundesanwaltschaft sah keinen Tatverdacht. Dehms Aktion stieß innerhalb und außerhalb seiner Partei auf Kritik.

### COVID-19-Pandemie
Ein Lied Dehms über die angeblich wahren Hintergründe der COVID-19-Pandemie sorgte Ende August 2020 auch parteiintern für Konfliktstoff: Dehm textete darin Verse wie „Ein junger Virus plus uralte Mächte. Ja, dieser Mix macht geil auf unsre Rechte“ oder „Worauf reimt sich Covid? Auf jeden Fall auf Profit.“ Der Song nahm damit laut taz das Verschwörungsnarrativ auf, dass hinter der Coronakrise eine „globale Elite“ stecke. Der Landesvorstand der niedersächsischen Linken fasste einen Beschluss, in dem es hieß: „Das ist kein Lied unserer Partei“ und „Die Linke Niedersachsen macht sich den Inhalt des Liedtextes nicht zu eigen.“ Auf dem Youtube-Kanal des Landesverbandes wurde das Lied als „Unser Corona-Song“ zunächst veröffentlicht, aber nach nur einem Tag wieder gelöscht. Dehm bestritt, dass das Lied „Anknüpfungspunkte zu rechten Verschwörungsfantastereien“ aufweise.
Im Mai 2021 ließ sich Dehm in Russland in Anwesenheit von Journalisten des staatlichen Fernsehens mit dem dort entwickelten Impfstoff Sputnik V gegen das Corona-Virus impfen. Er kritisierte, dass der Impfstoff in Deutschland bislang nicht verfügbar sei. Das sei eine politische Entscheidung. Die Impfung fand während einer vom Bundestag bezahlten Dienstreise aus Anlass des 76. Jahrestags des Sieges der Sowjetunion über Nazideutschland statt. Konstantin Kuhle (FDP) bezeichnete die öffentlichkeitswirksame Impfung während einer Dienstreise als „Zweckentfremdung öffentlicher Mittel“. Auch in der eigenen Fraktion wurde Dehm kritisiert, weil sein Vorgehen den Interessen Russlands diene. Nachdem das Gesundheitsamt des Landkreises Fulda die Ausstellung eines von Dehm beantragten deutschen Impfzertifikates für den nicht zugelassenen Impfstoff abgelehnt hatte, verklagte er die Behörde und unterlag.

### Strafanzeige Dehms gegen Florian Silbereisen wegen abweichendem Songtext
Mitte Januar 2023 sang der Moderator und Schlagersänger Florian Silbereisen in der im MDR produzierten Abschiedsshow für den Sänger Jürgen Drews mit dem Titel Zum allerletzten Mal: Der große Schlagerabschied das Lied 1000 und 1 Nacht (Zoom!) mit der Zeile „Erinnerst du dich, wir haben zusammen gespielt“ statt „Erinnerst du dich, wir haben Indianer gespielt“, wie es im Originaltext des Songs heißt, also ohne das teilweise als diskriminierend wahrgenommene Wort „Indianer“. Dehm erstattete daraufhin Strafanzeige gegen Silbereisen; die Staatsanwaltschaft Fulda leitete ein Ermittlungsverfahren wegen eines möglichen Verstoßes gegen das Urheberrechtsgesetz ein. Nach eigener Darstellung war Dehm von Dieter Hallervorden auf die Textänderung hingewiesen worden. Bereits im August 2022 hatte Silbereisen in der im MDR ausgestrahlten Sendung Die Schlager des Sommers 2022 – Die Märchenschloss-Nacht das Lied mit der so veränderten Textzeile gesungen. Zwischen der ARD und der GEMA gilt eine Rahmenvereinbarung, nach der Songtexte nicht verändert werden dürfen. Im März 2023 einigten sich Silbereisen und Dehm laut Dehm darauf, dass es künftig keine Wiederholung mit Änderung des Originaltextes geben werde, dass die Auseinandersetzungen beigelegt würden, „um juristische Ressourcen zu schonen und um sich gemeinsam kreativen Fragen zuzuwenden“.

## Schriften
als Autor
- Geschlossene Gesellschaft. Zur Ökonomie des Numerus Clausus. Hosch-Verlag, Frankfurt 1970.
- mit Jochen Zimmer: Die 1900-Kontroverse. Bertolucci und Fragen der Literaturkritik. Edition Venceremos, Rüsselsheim 1978.
- Ästhetik und politisches Bewußtsein. Zur Kulturarbeit: Politik Live. Peter Hammer Verlag, Wuppertal 1984, ISBN 978-3-87294-241-8.
- Gute Unterhaltung. Kritische Beiträge zur Unterhaltungskunst, Leitfaden zur Liedtext- und Lyrikproduktion. Weltkreisverlag, Dortmund 1986, ISBN 978-3-88142-369-4.
- Unschuld kommt nie zurück. Leitfaden zur Liedtext- und Lyrikproduklion. Mit einem Vorwort von Peter Maffay. Piper-Verlag, München 1987, ISBN 978-3-492-10751-8.
- Die Seilschaft.Roman, Schkeuditzer Buchverlag, 2004, ISBN 3-935530-35-8.
- Bella ciao. Roman, Das Neue Berlin, Berlin 2007, ISBN 978-3-360-01292-0. (Roman über die im Herbst 1944 existierende Partisanenrepublik Ossola, die während der Besetzung Italiens durch Deutschland von Partisanen gebildet worden war.)
- Meine schönsten Skandale. Von Ruf- und anderen Morden. Das Neue Berlin, Berlin 2019, ISBN 978-3-360-01353-8.
- Aufstieg und Niedertracht. Rebecca. Roman, Das Neue Berlin, Berlin 2025, ISBN 978-3-360-02768-9.

als Herausgeber
- Schulreport: Kritische Beiträge zur modernen Erziehungspolitik. Josef-Melzer-Verlag, Frankfurt 1970.
- Revolution für Europa. Das Neue Berlin, Berlin 2013, ISBN 978-3-360-02161-8.
- zusammen mit Christian Petry: Rente und Respekt! Das rot-rote Buch fürs Älterwerden mit Beiträgen von Sahra Wagenknecht, Konstantin Wecker, Bascha Mika, Martin Schulz, Lothar Binding, Ralf Kapschack, Matthias W. Birkwald, Matthias Miersch, Pia Zimmermann, Żaklin Nastić. Das Neue Berlin, 2020, ISBN 978-3-360-01361-3.

## Filme
- Tim Lienhard: Der Parteiliedmacher – Diether Dehm. 30 Minuten, WDR Fernsehen, 1989